# Œuvre nationale du temps libre

L'Œuvre nationale du temps libre (Opera Nazionale Dopolavoro - OND) est une association créée par acte du parlement le 1er mai 1925 par le régime fasciste dont l'objectif est de s'occuper du temps libre des travailleurs. Par ses statuts, elle « soigne l'élévation morale et physique du peuple, à travers le sport, les excursions, le tourisme, l'éducation artistique, la culture populaire, l'assistance sociale, l'hygiène, la santé et le perfectionnement professionnel ».
Ce programme était surtout destiné aux environnements urbains et industriels, à partir de 1929, le temps libre agricole se développa avec pour finalité de « ne pas distraire de la terre » les paysans. Un programme spécial sera créé pour les femmes avec des cours de premier secours, d'hygiène et d'économie domestique.
L'historienne Anne-Marie Thiesse note : « Le revivalisme folkloriste s'y épanouit, pour la plus grande gloire de la tradition nationale et de la communion des classes dans la société fasciste ». Au sein de l'OND est ainsi créé la Commission nationale des arts et traditions populaires, qui dispose de relais en province organisés en comités. Les érudits locaux sont chargés d'exhumer certaines traditions afin de les faire revivre, qu'il s'agisse de chants, de défilés ou concours de poésie. Au milieu de ces festivités, le régime promeut sa propagande contre l'analphabétisme, pour l'agriculture ou la guerre en Éthiopie. Lors des festivités (qui peuvent être hebdomadaires ou mensuelles en fonction des régions), des compétitions sportives sont aussi organisées (moto, vélo, football). Après une crise du secteur viticole est institué en 1930 une « journée du raisin », fêtée le 28 septembre. Couplées au fond historique de la Rome antique magnifiée par le cinéma, les traditions populaires sont valorisées (notamment les villes au passé médiéval), dans un but patriotique mais aussi pour stimuler le tourisme, source d'argent et de bonne image internationale.
En 1937, des accords sont conclus entre l'OND et son homologue allemand, Kraft durch Freude, qui amènent des touristes allemands issus de la classe ouvrière en Italie.